# 마오카 지청
마오카 지청(일본어: 真岡支庁)은 가라후토 청의 지청 중 하나이다. 지청 소재지는 마오카 정이다.